# 硝基級彈藥補給艦
硝基級彈藥補給艦是美國海軍的一款彈藥補給艦，也是二戰後首批專門建造的彈藥補給艦之一（雖然摺鉢山級彈藥補給艦更早，但兩者建造時間相似，因此有時會被視為同級艦）。在完工後不久，為應對蘇聯日益壯大的海軍，所有硝基級均進行了改裝，以便在艙內存放RIM-8飛彈等大型飛彈。硝基級彈藥補給艦原先裝備8門3吋50倍徑火炮，安裝在Mk 33雙聯裝炮座 上。其中兩座Mk 33 炮座位於艦艏，另兩座位於艦艉。1960年代中期，硝基級彈藥補給艦艦艉的兩座Mk33炮座被拆除，並改為直升機起降甲板，使其具備垂直補給的能力。隨著冷戰結束，硝基級彈藥補給艦於1993至1995年陸續退役，並最終被拆解。

## 同級艦

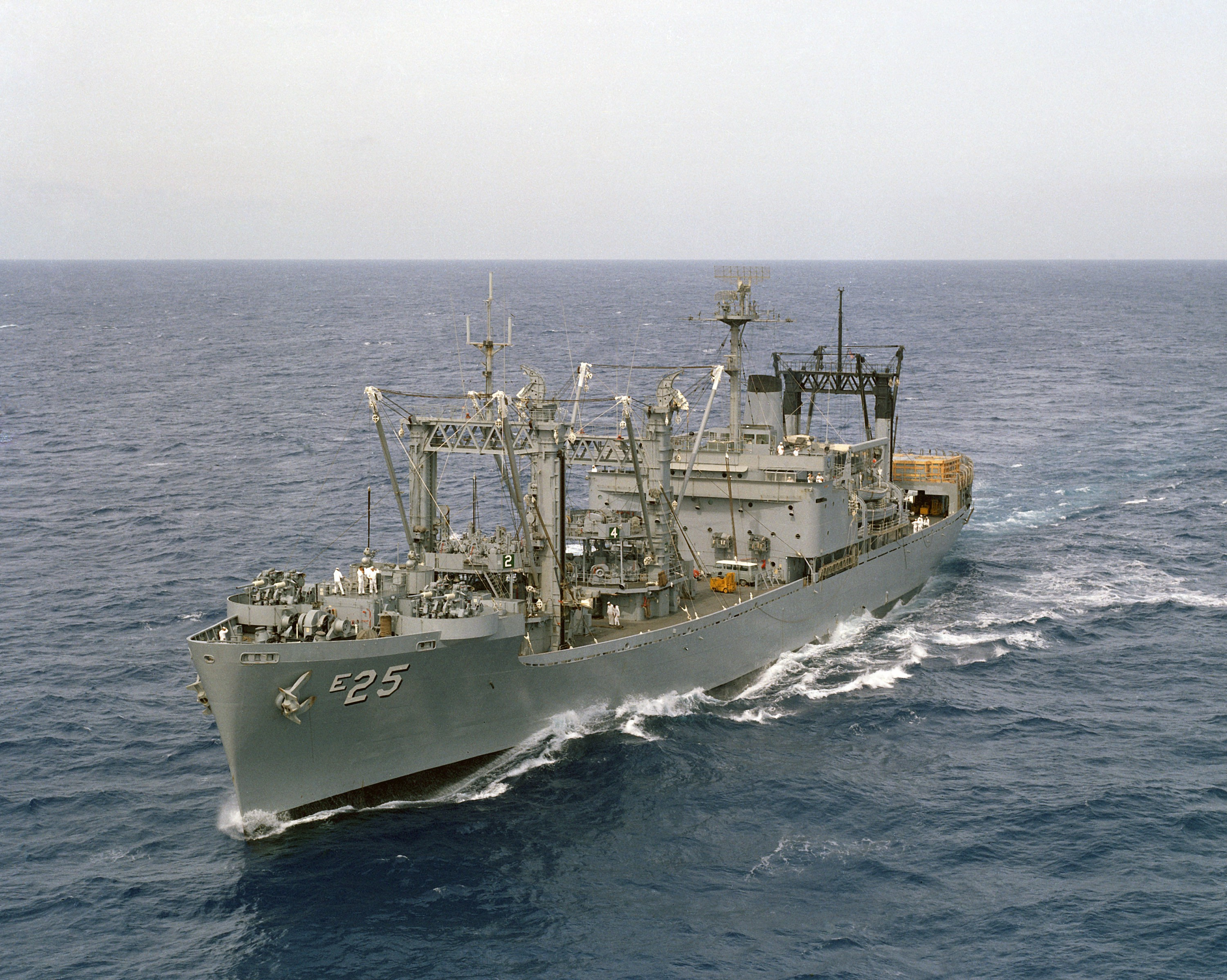
哈萊阿卡拉號彈藥補給艦

| 艦名         | 弦號  | 造船廠         | 服役時間   | 退役時間   | 現況                       |
| ------------ | ----- | -------------- | ---------- | ---------- | -------------------------- |
| 硝基號       | AE-23 | 伯利恆造船公司 | 1959-05-01 | 1995-04-28 | 於德克薩斯州布朗斯維爾報廢 |
| 煙火號       | AE-24 | 伯利恆造船公司 | 1959-07-24 | 1994-05-31 | 2012年報廢                 |
| 哈萊阿卡拉號 | AE-25 | 伯利恆造船公司 | 1959-11-03 | 1993-12-10 | 1994年3月出售              |